# Конрад Смит
Конрад Смит (енгл. Conrad Smith; 12. октобар 1981) је професионални новозеландски рагбиста и један од најбољих центара са јужне хемисфере.

## Биографија
Висок 186цм, тежак 95кг, Конрад Смит игра на позицији број 13 - други центар (енгл. Outside centre) и један је најбољих на на овој позицији. Конрад Смит је играо за тим из престонице Новог Зеланда - Велингтон Хурикејнси. Смит је за Хурикејнсе одиграо 126 утакмица и постигао 120 поена у Супер Рагби. Смит је за "Ол Блексе" дебитовао 2004. против Италије. Смит је био део репрезентације која је освајала Куп три нације, Куп четири нација и Светско првенство у рагбију 2011. Конрад Смит је за репрезентацију одиграо 89 тест мечева и постигао 26 есеја. 2015. Конрад Смит је прешао у По (рагби јунион).